# Томчо Томчев
Томчо Петров Томчев е български спортист и алпинист.

## Биография
Томчо Томчев е роден на 24 април 1942 г. в гр. Ловеч. Като ученик участва в училищните и градските отбори по баскетбол и лека атлетика, с които се състезава в окръжни и републикански първенства. През 1962 г. завършва Средното смесено политехническо училище „Христо Кърпачев“ (Ловеч), през 1966 г. – две годишен курс при ТМЕТ „Никола Вапцаров“ (Ловеч) със специалност технология на металите.
Конструктор в Машиностроителния комбинат „Балкан“ (Ловеч) (1964 – 1984). Отговорник на отдел „Планинско и водно спасяване“ в Българския червен кръст, Ловеч от 1984 г.
От 1964 г. е член на Алпийски клуб „Стратеш“, Ловеч. Като такъв изкачва върховете Ник (Татри), Триглав, Грос, Матерхорн, Монблан (Алпи), Елбрус (Кавказ). При завръщането от последния експедицията за първи път реализира спускане със ски от върха. През 1981 г. е републикански първенец по планинско спасяване за двойки.